# Paresh Rawal
Pour les articles homonymes, voir Rawal.
Paresh Rawal est un acteur indien de Bollywood originaire du Gujarat, né le 30 mai 1950. Il commence sa carrière en 1984 avec des films comme Holi. Depuis 2000 il joue surtout des rôles comiques.

## Filmographie
- 1984 : Souten
- 1984 : Lorie
- 1984 : harm Aur Qanoon
- 1985 : Holi
- 1985 : Arjun
- 1986 : Bhagwaan Dada
- 1986 : Naam
- 1986 : Samundar
- 1987 : Dacait
- 1987 : Mirch Masala
- 1987 : Uttar Dakshin
- 1987 : Marte Dam Tak
- 1988 : Falak (The Sky)
- 1988 : Khatron Ke Khiladi
- 1988 : Kabzaa
- 1988 : Sone Pe Suhaaga
- 1988 : Kharidar
- 1988 : Aakhri Adaalat
- 1989 : Vardi
- 1989 : Shiva
- 1989 : Taaqatwar
- 1989 : Ram Lakhan
- 1989 : Hathyar
- 1990 : Kaafila
- 1990 : Gunahon Ka Devta
- 1990 : Kroadh
- 1990 : Swarg
- 1990 : Jeevan Ek Sanghursh
- 1990 : Nyay Anyay
- 1990 : Zakhmi Zameen
- 1990 : Awaargi
- 1991 : Parki Jani
- 1991 : Gunehgar Kaun
- 1991 : Ayee Milan Ki Raat
- 1991 : Prem Qaidi
- 1991 : Izzat
- 1991 : Pratikar
- 1991 : Baharon Ke Manzi
- 1991 : Saathi
- 1991 : Kshana Kshanam
- 1991 : Do Pal
- 1991 : Yodha
- 1991 : Swayam
- 1991 : Shankara
- 1991 : Haque
- 1991 : Fateh
- 1992 : Maarg
- 1992 : Lambu Dada
- 1992 : Jai Kaali
- 1992 : Jaanam
- 1992 : Karm Yodha
- 1992 : Adharm
- 1992 : Police Officer
- 1992 : Dushman Zamana
- 1992 : Zulm Ki Hukumat
- 1992 : Virodhi
- 1992 : Tilak
- 1992 : Jigar
- 1992 : Adharm
- 1992 : Jeena Marna Tere Sang
- 1992 : Daulat Ki Jung
- 1993 : Pyar Pyar
- 1993 : Roop Ki Rani Choron Ka Raja
- 1993 : Platform
- 1993 : Damini - Lightning
- 1993 : Dil Ki Baazi
- 1993 : Govindha Govindha
- 1993 : Muqabla
- 1993 : Kayda Kanoon
- 1993 : Sir
- 1993 : Krishan Avtaar
- 1993 : Maya
- 1993 : Phool Aur Angaar
- 1993 : Pehla Nasha
- 1993 : Aadmi
- 1993 : Parwane
- 1993 : Sardar
- 1993 : Money
- 1993 : King Uncle
- 1994 : Shabnam
- 1994 : Lathi Charge
- 1994 : Laqshya
- 1994 : Dilwale
- 1994 : Laadla
- 1994 : Anth
- 1994 : Mohra
- 1994 : Andaz Apna Apna
- 1994 : The Gentleman
- 1994 : Krantiveer
- 1994 : Juaari
- 1994 : Ekka Raja Rani
- 1994 : Aaja Sanam
- 1994 : Aag Aur Chingari
- 1994 : Aa Gale Lag Jaa
- 1994 : Woh Chokri (Téléfilm)
- 1995 : Devaa: The Power Man
- 1995 : Ab to Jeene Do
- 1995 : Baazi
- 1995 : Janam Kundli
- 1995 : Sanjay
- 1995 : Akele Hum Akele Tum
- 1995 : Vartmaan
- 1995 : Rikshavodu
- 1995 : Ravan Raaj: A True Story
- 1995 : Raja
- 1995 : Oh Darling Yeh Hai India
- 1995 : Nishana
- 1995 : Money Money
- 1995 : Milan
- 1996 : Vijeta
- 1996 : Rangbaaz
- 1996 : Nirbhay
- 1996 : Hahakaar
- 1996 : Great Robbery
- 1997 : Judaai
- 1997 : Hero No. 1
- 1997 : Auzaar
- 1997 : Zameer: The Awakening of a Soul
- 1997 : Mahaanta: The Film
- 1997 : Insaaf: The Final Justice
- 1997 : Mrityudaata
- 1997 : Daud: Fun on the Run
- 1997 : Mr. & Mrs. Khiladi
- 1997 : Qahar
- 1997 : Chachi 420
- 1997 : Gupt: The Hidden Truth
- 1997 : Ghulam-E-Musthafa
- 1997 : Aar Ya Paar
- 1998 : Maha-Yuddh
- 1998 : Dand Nayak
- 1998 : Badmaash
- 1998 : Tamanna
- 1998 : Kabhi Na Kabhi
- 1998 : Achanak
- 1998 : Satya
- 1998 : Angaaray
- 1998 : Bade Miyan Chote Miyan
- 1998 : Hero Hindustani
- 1998 : Doli Saja Ke Rakhna
- 1998 : Kudrat
- 1998 : China Gate
- 1998 : Bavagaru Bagunnara?
- 1999 : Bade Dilwala
- 1999 : Aa Ab Laut Chalen
- 1999 : Aarzoo
- 1999 : Haseena Maan Jaayegi
- 1999 : Hum Tum Pe Marte Hain
- 1999 : Vaastav: The Reality
- 1999 : Gair
- 1999 : Khoobsurat
- 2000 : Bulandi
- 2000 : Dulhan Hum Le Jayenge
- 2000 : Phir Bhi Dil Hai Hindustani
- 2000 : Aaj Ka Nanha Farishta
- 2000 : Hera Pheri
- 2000 : Hadh Kar Di Aapne
- 2000 : Har Dil Jo Pyar Karega
- 2000 : Deewane
- 2000 : Tera Jadoo Chal Gayaa
- 2000 : Shikari
- 2000 : Mechanic Mamaiah
- 2001 : American Chai
- 2001 : Love Ke Liye Kuch Bhi Karega
- 2001 : Nayak: The Real Hero
- 2001 : Yeh Teraa Ghar Yeh Meraa Ghar
- 2001 : Moksha: Salvation
- 2002 : Aankhen
- 2002 : Hum Kisi Se Kum Nahin
- 2002 : Awara Paagal Deewana
- 2002 : Chor Machaaye Shor
- 2002 : Kehtaa Hai Dil Baar Baar
- 2003 : Pyasa Jism
- 2003 : Pyaar Kiya Nahin Jaata
- 2003 : Anubhav: An Experience
- 2003 : Dil Ka Rishta
- 2003 : Hungama
- 2003 : Aanch
- 2003 : Baghban
- 2003 : Jodi Kya Banayi Wah Wah Ramji
- 2003 : Fun2shh... Dudes in the 10th Century
- 2004 : Aan: Men at Work
- 2004 : Poochho Mere Dil Se
- 2004 : Shankar Dada MBBS
- 2004 : Aitraaz
- 2004 : Hulchul
- 2005 : Bachke Rehna Re Baba
- 2005 : Garam Masala
- 2005 : Deewane Huye Paagal
- 2005 : Allari Bullodu
- 2006 : Meri Majboorii
- 2006 : Malamaal Weekly
- 2006 : 36 China Town
- 2006 : Phir Hera Pheri
- 2006 : Chup Chup Ke
- 2006 : Vidhyaarthi: The Power of Students
- 2006 : Golmaal: Fun Unlimited
- 2006 : Yun Hota Toh Kya Hota
- 2006 : Jaane Hoga Kya
- 2006 : Bhagam Bhag
- 2007 : Hattrick
- 2007 : Good Boy, Bad Boy
- 2007 : Cheeni Kum
- 2007 : Fool N Final
- 2007 : Buddha Mar Gaya
- 2007 : Bhool Bhulaiyaa
- 2007 : No Smoking
- 2007 : Welcome
- 2008 : One Two Three
- 2008 : Mere Baap Pehle Aap
- 2008 : Jaane Tu... Ya Jaane Na
- 2008 : Mumbai Meri Jaan
- 2008 : Maan Gaye Mughall-E-Azam
- 2008 : Firaaq
- 2008 : Rang Rasiya
- 2008 : Oye Lucky! Lucky Oye!
- 2008 : Maharathi
- 2009 : Dhoondte Reh Jaoge
- 2009 : De Dana Dan
- 2009 : Radio: Love on Air
- 2009 : Paa
- 2010 : Fauj Mein Mauj
- 2010 : Road to Sangam
- 2010 : Rann
- 2010 : Atithi Tum Kab Jaoge?
- 2010 : Na Ghar Ke Na Ghaat Ke
- 2010 : Aakrosh
- 2010 : No Problem
- 2011 : Dil Toh Baccha Hai Ji
- 2011 : Teen Maar
- 2011 : Ready
- 2011 : Society Kaam Se Gayi
- 2012 : Will You Marry Me
- 2012 : Tezz
- 2012 : Ferrari Ki Sawaari
- 2012 : Kamaal Dhamaal Malamaal
- 2012 : OMG: Oh My God!
- 2012 : Khiladi 786
- 2013 : Table No.21
- 2013 : Zila Ghaziabad
- 2013 : Himmatwala
- 2013 : Rabba Main Kya Karoon
- 2014 : Raja Natwarlal
- 2014 : Familywala
- 2014 : Dharam Sankat Mein
- 2014 : Welcome Back
- 2015 : Patel Ki Punjabi Shaadi
- 2017 : Tiger Zinda Hai